# Непал на Универсиадах
Непал принимает участие в Универсиадах начиная с летней Универсиады 1985 года в Кобе. На зимних Универсиадах спортивная делегация Непала на данное время не участвовала ни разу.
На настоящее время (после летней Универсиады 2021 и зимней Универсиады 2023) спортсмены Непала на всех Универсиадах медалей не завоевали.